# Erlkönig (Schubert)
Erlkönig  (Opus 1, Deutsch-Verzeichnis 328) ist die von Franz Schubert komponierte Vertonung für Singstimme und Klavier der gleichnamigen Ballade von Johann Wolfgang von Goethe. Die Komposition entstand 1815 an nur einem Tag, wurde 1821 vom Verlag Diabelli als Opus 1 publiziert und am 7. März 1821 im Theater am Kärntnertor in Wien uraufgeführt.

## Musikalische Analyse

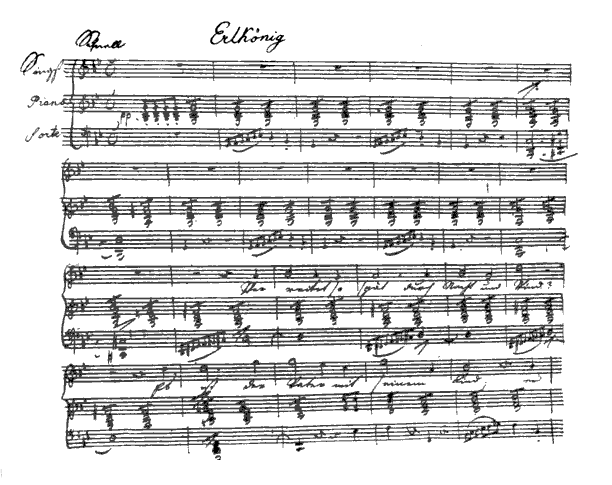
Schuberts Autograph der 3. Fassung mit leichterer Begleitung

Der Erlkönig liegt in vier verschiedenen Fassungen von Schuberts Hand vor, wobei die 3. Fassung mit einer erleichterten Klavierbegleitung ohne Triolen in der rechten Hand notiert ist. Das Original (für hohe Singstimme) steht in der Tonart g-Moll, daneben veröffentlichen Musikverlage auch transponierte Ausgaben für mittlere und tiefe Stimme (so zum Beispiel herausgegeben von Max Friedländer in f-Moll "für mittlere Stimme", in e-Moll "für Alt oder Bass" und in d-Moll "für tiefen Alt oder Bass").  Gattungsmäßig lässt sich der Erlkönig als durchkomponiertes Kunstlied einordnen, ebenso kann es als Klangrede betrachtet werden. Die Tempobezeichnung lautet Schnell; erst in den letzten beiden Takten ändert sie sich zum Andante.

## Gliederung
- Takt 1–15: Klaviervorspiel 
 In der rechten Hand verdeutlichen repetierte, akzentuierte Oktaven den „rasanten Ritt durch die Nacht“[3] oder das Herzklopfen des nervösen Sohnes. Links aufsteigende kleine Tonleitern und absteigende Dreiklangsbrechungen in g- und c-Moll.

- Takt 16–36: Vertonung der 1. Strophe 
Der Erzähler stellt die Frage „Wer reitet so spät durch Nacht und Wind?“ und akzentuiert in der Antwort die Schlüsselwörter „Vater“ und „sein Kind“. Eine Verbindung zwischen „Wind“ und „Kind“ wird durch die Platzierung in einer Dur-Tonart suggeriert. Die Strophe endet dort, wo sie begonnen hat, in g-Moll, was scheinbar auf den neutralen Standpunkt des Erzählers hinweist.

- Takt 37–57: Vertonung der 2. Strophe 
 Der Vater beginnt in tiefer Lage, seine fragende Besorgnis kommt in aufsteigender Chromatik zum Ausdruck. Die Aufregung des Sohns wird durch Intervallsprünge wie Quinten und Sexten dargestellt.

- Takt 58–72: Vertonung der 3. Strophe 
 Die Lockungen des Erlkönigs und seine Schmeicheleien werden durch die Vortragsbezeichnung dolce, Durtonarten, legato, sotto voce und kleinere Melismen nachempfunden.

- Takt 72–85: Vertonung der 4. Strophe 
 Angst und Aufregung des Sohnes steigern sich, was musikalisch durch Chromatik, einen Anstieg der Singstimme und eine Verkürzung der Notenwerte verdeutlicht wird.

- Takt 86–96: Vertonung der 5. Strophe 
 Erneute Beschreibung der Welt des Erlkönigs. Hier wird das Locken des Erlkönigs intensiver. Zudem geht Schubert auf das Wort-Ton-Verhältnis ein, indem er den Reigen der Töchter durch tänzerisch wirkende Arpeggien in Dur umschreibt.

- Takt 97–116: Vertonung der 6. Strophe 
 Die Erregtheit des Sohnes und seine Angst vor dem Erlkönig spiegeln sich in der steigenden Tonhöhe und der Chromatik der Singstimme wider sowie in der Diminution der Notenwerte.

- Takt 117–131: Vertonung der 7. Strophe 
 Das Locken des Erlkönigs wird nun zum Drängen. Er bedroht den Jungen, was durch die repetierten Achteltriolen, Chromatik, Septakkorde und Dissonanzen (Nonen) gekennzeichnet ist. Die Dynamik steigert sich bis zum dreifachen forte in Takt 123. Der Abschnitt endet mit einem Doppelstrich als Zäsur (T. 131).

- Takt 132–147: Vertonung der 8. Strophe 
 Auch hier erzeugt Schubert durch die Agogik und das „stürmende Reitermotiv“[4] Spannung (accelerando). Die Tonart As-Dur (Neapolitaner von g-Moll) scheint zunächst auf ein versöhnliches Ende hinzudeuten. Doch die Hoffnung erweist sich als trügerisch. Das Rezitativ im Gesang, die Fermate in Takt 147 und die geänderte Tempobezeichnung Andante über der abschließenden Kadenz heben die Tragik und die Trauer um den Tod des Sohnes deutlich hervor. Ein interessanter Gliederungsvorschlag stammt von Dietrich Fischer-Dieskau, der den Erlkönig formal als Rondo beschreibt.[5]

## Musikalische Interpretation
Zu den Gefühlen, die Schubert im Vergleich zur Ballade wesentlich stärker ausdeutet, gehören: Angst (hohe Lage der Singstimme, Tonrepetitionen, Seufzermotive, Dissonanzen im Klavier, T. 123–130), Begierde des Erlkönigs (T. 64 Melisma-Singstimme, Durtonart, Arpeggien), Sehnsucht (Chromatik und decrescendo, T. 77ff.), Erregtheit (hohe Lage Singstimme, verkürzte Notenwerte, aufsteigende Chromatik, T. 97ff.), Bedrohung (accelerando, Tonrepetitionen, T. 135ff.) und Geborgenheit (T. 30ff, Dur, halbe Noten Singstimme). Durch den Dur-Moll-Dualismus kontrastiert Schubert die gegensätzlichen Welten von Erlkönig und von Vater/Sohn miteinander. Die der Ballade innewohnende Dramatik und Spannung wird von Schubert musikalisch nachempfunden, ja sogar gesteigert, was durch die Bandbreite der Dynamik, die Zunahme der Agogik, Chromatik und Dominantseptnonakkorde in verschiedenen Umkehrungen, die auf Schuberts Zeitgenossen furchterregend wirkten, unterstrichen wird. Typische Merkmale für die Musik der Romantik sind die Virtuosität (schnelle repetierte Oktaven im Klavier), der starke Ausdrucksgehalt, das Ausschöpfen der musikalischen Bandbreite, die Gestaltung der Spannung und die Gegenüberstellung von Traumwelt/Fantasie und Realität/Rationalität.

## Kritik/Wertschätzungen
Schuberts Lehrer Wenzel Ruzicka faszinierten am Erlkönig besonders die Dissonanzen, die er für eine passende textnahe Vertonung als „notwendig“ erachtete. Bereits die Uraufführung der Vertonung 1821 war erfolgreich; es gab „stürmischen Beifall des zahlreichen Publikums“, wie Joseph von Spaun, ein Besucher, berichtet. Die zahlreichen Rezeptionszeugnisse (literarisch, musikalisch, künstlerisch) zeigen die Popularität der Ballade von ihrer Entstehungszeit bis heute. Dietrich Fischer-Dieskau schätzt an der Vertonung die Klavierbegleitung, die er als ein „kompositorisches Eigenleben“ beschreibt: Wichtige Motive wie die repetierten Oktaven treten hier auf, und es wird eine unheimliche, spannungsvolle Atmosphäre geschaffen. Weiterhin lobt Fischer-Dieskau an der Vertonung die „großartige Tragik“.
Joseph von Spaun schickte die Vertonung an Goethe, in der Hoffnung, von ihm Zuspruch zu einem Druck zu erhalten. Dieser sendete sie jedoch unkommentiert zurück, da er Schuberts Form des durchkomponierten Liedes kategorisch ablehnte.
Wilhelmine Schröder-Devrient führte jedoch den Erlkönig 1830 noch einmal vor Goethe auf, woraufhin dieser einem Bericht Eduard Genasts zufolge gesagt haben soll: 
Haben Sie tausend Dank für diese großartige künstlerische Leistung! Ich habe diese Composition früher einmal gehört, wo sie mir gar nicht zusagen wollte, aber so vorgetragen gestaltet sich das Ganze zu einem sichtbaren Bild. Auch Ihnen, meine liebe Frau Genast, danke ich für Ihre charakteristische Begleitung.

## Interpretationen (Auswahl)
- Ian Bostridge: 25 Lieder von Franz Schubert. Emi Classics 2006
- Dietrich Fischer-Dieskau/Gerald Moore: Schubert-Lieder. EMI 1951. Neuaufnahme Deutsche Grammophon Gesellschaft 1968
- Hans Hotter/Gerald Moore: Lieder Recital 1956/57. Testament (Note 1 Musikvertrieb) 2000
- Anne Sofie von Otter: Schubert Lieder with Orchestra. Chamber orchestra of Europe. Claudio Abbado 2003
- Thomas Quasthoff/Charles Spencer: Schubert. Goethe-Lieder. Rca Red Seal (Sony Music) 1995
- Heinrich Schlusnus: Erlkönig. Deutsche Grammophon Gesellschaft 1933
- Elisso Wirsaladse: Schubert, Piano Sonate D850; Brahms, Piano Sonate No. 1; Liszt, Thee Etudes de Concert; Schubert, Moment Musicaux D780 No. 2; Schubert/Liszt, Der Erlkönig. Aufnahme London 1993. CD Verlag Classic Live

## Bearbeitungen von Schuberts Erlkönig
Im Bereich der Bearbeitungen ist die Klaviertranskription von Franz Liszt nach Schuberts Lied zu nennen sowie eine Übertragung für Solovioline von Heinrich Wilhelm Ernst. 1997 schuf Hans Werner Henze Erlkönig. Orchesterfantasie über Goethes Gedicht und Schuberts Opus 1.
Die deutsche A-cappella-Band Maybebop (Arrangeur: Oliver Gies) bearbeitete Schuberts Erlkönig mit den vier Sängern in den unterschiedlichen Rollen auf dem Album Weniger sind mehr von 2013.
2018 veröffentlichte Café del Mundo eine Bearbeitung für zwei Flamenco-Gitarren auf dem Album Beloved Europa.
Darin übernimmt die Flamenco-Sängerin Rosario la Tremendita die Stimme des Erlkönigs im Duett mit dem Bassbariton Henryk Böhm.